# ガラクトース結合性レクチンドメイン
分子生物学において、ガラクトース結合性レクチンドメイン（ガラクトースけつごうせいレクチンドメイン、英: Galactose binding lectin domain）は、タンパク質ドメインである。ウニ（Anthocidaris crassispina）卵から精製されたレクチン（ウニ卵レクチン、SUEL）を含む多くのタンパク質中に存在する。このレクチンは2つのサブユニットのジスルフィド架橋ホモダイマーとして存在する。二量体型は血球凝集活性に必須である。ウニ卵レクチン（SUEL）はレクチンの新たなクラスを形成する。SUELは初めにD-ガラクトシド結合性レクチンとして単離されたが、後にL-ラムノースに選択的に結合することが示された。L-ラムノースとD-ガラクトースはピラノース環状構造のC2位およびC4位のヒドロキシ基の向きが同じである。
SUELタンパク質に相同性を持つシステイン豊富なドメインが以下のタンパク質中に同定されている。
- 植物β-ガラクトシダーゼ（英語版） EC 3.2.1.23（ラクターゼ）
- ほ乳類ラトロフィリン（英語版）、α-ラトロトキシン（英語版）のカルシウム（英語版）依存性受容体。ガラクトース結合性レクチンドメインはα-ラトロトキシン結合に必要ではない[5]。
  - ヒトラトロフィリン-1（英語版）
  - ヒトラトロフィリン-2（英語版）
- ナマズ（Silurus asotus）卵由来のラムノース結合性レクチン（SAL）。このタンパク質は、SUELレクチンドメインに相同性のある3つの縦列反復（英語版）ドメインから成る。個々のドメインの全てのシステインの位置は完全に保存されている[2]。
- Caenorhabditis elegans由来の仮想タンパク質B0457.1、F32A7.3A、F32A7.3B。